# Йомала
Йомала (швед. Jomala) — община на Аландских островах, Финляндия. Общая площадь территории — 686,96 км², из которых 544,43 км² — вода.

## Демография
На 31 января 2011 года в общине Йомала проживают 4102 человека: 2120 мужчин и 1982 женщины.
Финский язык является родным для 4,76 % жителей, шведский — для 91,7 %. Прочие языки являются родными для 3,54 % жителей общины.
Возрастной состав населения:
- до 14 лет — 20,94 %
- от 15 до 64 лет — 66,21 %
- от 65 лет — 12,75 %

Изменение численности населения по годам:
| Год  | Численность |
| ---- | ----------- |
| 1980 | 2615        |
| 1990 | 3025        |
| 2000 | 3328        |
| 2010 | 4098        |
| 2011 | 4102        |